# Sankt Oswald-Riedlhütte
Sankt Oswald-Riedlhütte là một đô thị thuộc huyện Freyung-Grafenau trong bang Bayern nước Đức. Đô thị Sankt Oswald-Riedlhütte có diện tích 40,28 km², dân số thời điểm 31 tháng 12 năm 2006 là 3123 người.